# Grüb (Wettringen)
Grüb ist ein Gemeindeteil der Gemeinde Wettringen im Landkreis Ansbach (Mittelfranken, Bayern). Grüb liegt in der Gemarkung Wettringen.

## Geografie
Das Dorf liegt in Tallage des Arzbacher Mühlbachs (im Unterlauf Waldhausener Mühlbach genannt), einem rechten Zufluss der Wörnitz, umgeben von bewaldeten Erhebungen der Schillingsfürst-Wettringer Hardt, die Teil der Frankenhöhe ist. Im Nordosten ist es die Obergailnauer Forst, im Westen der Hagen und im Süden der Eichenschlag. Im Südwesten grenzt das Brunnenfeld an.
Die Kreisstraße AN 16 führt nach Arzbach (1,5 km östlich) bzw. nach Wettringen zur Staatsstraße 2247 (2 km nordwestlich). Eine Gemeindeverbindungsstraße führt nach Theuerbronn (1,8 km südwestlich).

## Geschichte
1800 gab es in dem Ort sechs Haushalte, von denen drei der Reichsstadt Rothenburg und drei der Markgrafschaft Ansbach untertan waren.
Mit dem Gemeindeedikt (frühes 19. Jahrhundert) wurde Grüb dem Steuerdistrikt Erzberg und der Ruralgemeinde Wettringen zugewiesen.

### Bodendenkmal
- Burgstall Grüb[7]

### Einwohnerentwicklung
| Jahr      | 001818 | 001840 | 001861 | 001871 | 001885 | 001900 | 001925 | 001950 | 001961 | 001970 | 001987 |
| Einwohner | 60     | 68     | 73     | 68     | 80     | 66     | 70     | 74     | 52     | 56     | 54     |
| Häuser    | 14     | 14     |        |        | 15     | 15     | 13     | 14     | 13     |        | 12     |
| Quelle    | [ 9 ]  | [ 10 ] | [ 11 ] | [ 12 ] | [ 13 ] | [ 14 ] | [ 15 ] | [ 16 ] | [ 17 ] | [ 18 ] | [ 1 ]  |

## Religion
Der Ort ist seit der Reformation evangelisch-lutherisch geprägt und bis heute nach St. Peter und Paul (Wettringen) gepfarrt. Die Einwohner römisch-katholischer Konfession sind nach St. Laurentius (Bellershausen) gepfarrt.